# Agrotis atrux
Agrotis atrux är en fjärilsart som beskrevs av Rudolf Pinker 1969. Agrotis atrux ingår i släktet Agrotis och familjen nattflyn. Inga underarter finns listade i Catalogue of Life.